# Niward z Clairvaux
Niward z Clairvaux OCist. (ur. ok. 1100 w Fontaine-lès-Dijon, zm. po 1150 w Ville-sous-la-Ferté) – francuski mnich cysterski, błogosławiony Kościoła katolickiego.

## Życiorys
Urodził się około 1100 roku w Fontaine-lès-Dijon, jako syn Tecelina z Fontaine i Alety z Montbard. Miał sześcioro starszego rodzeństwa: Gwidona, Gerarda, Bernarda, Humbelinę, Andrzeja i Bartłomieja. Początkowo nie udało mu się wstąpić do klasztoru tak jak jego braciom, ale w 1118 uzyskał zgodę by zostać cystersem w Clairvaux. Jako delegat Bernarda od 1132 roku był mistrzem nowicjatu w opactwie w Vaucelles, a od 1135 roku – opatem w Rouans i Saint-Ouen-le-Pin. Tę samą funkcję pełnił również w Vegadeo. Zmarł po 1150 roku w Ville-sous-la-Ferté.
Jego wspomnienie liturgiczne jako błogosławionego jest obchodzone 7 lutego.